# Yberg bei Bühl
Der Yberg bei Bühl ist ein vom Badischen Minister des Kultus und Unterrichts am 24. Oktober 1940 durch Verordnung ausgewiesenes Landschaftsschutzgebiet auf dem Gebiet der Stadt Baden-Baden.

## Lage und Beschreibung
Das etwa 243 Hektar große Landschaftsschutzgebiet liegt zwischen den Stadtteilen Neuweiler und Varnhalt. Es umfasst die westlichen Ausläufer des Ybergs, darunter Nägelsforst,  Büchelsberg und Simmelsberg. Die Yberg-Kuppe selbst liegt heute im angrenzenden Landschaftsschutzgebiet Baden-Baden, das 1981 ausgewiesen wurde. Das Gebiet gehört zum Naturraum Nördlicher Talschwarzwald und liegt im Naturpark Schwarzwald Mitte/Nord.
Das Landschaftsbild wird überwiegend von Weinbergen geprägt, die Oberhänge und Kuppen sind bewaldet.